# Al-Qasimi
Die al-Qasimi (arabisch القاسمي, DMG al-Qāsimī; Plural القواسم / al-Qawāsim) sind eine Herrscher-Familie. Sie stellt den Emir in den Emiraten Ra’s al-Chaima und Schardscha in den Vereinigten Arabischen Emiraten am persischen Golf.

## Herrscher von Ra’s al-Chaima
- Rahman al-Qasimi 18. Jahrhundert
- Matar ibn Rahman al-Qasimi –1740
- Raschid ibn Matar al-Qasimi 1740–1777
- Saqr ibn Raschid al-Qasimi 1777–1803
- Sultan ibn Saqr al-Qasimi 1803–1808 (erste Amtszeit)
- Hasan ibn 'Ali al-enezi 1808–1814
- Hasan ibn Rahman  1814–1820
- Sultan ibn Saqr al-Qasimi 1820–1866 (zweite Amtszeit)
- Ibrahim ibn Sultan al-Qasimi 1866–1867
- Chalid ibn Sultan al-Qasimi 1867–1868
- Salim ibn Sultan al-Qasimi 1868–1869 (erste Amtszeit)
- Humayyid ibn Abdullah al-Qasimi 1869–1900
  -  ? 1900–1909 (vereinigt mit Nachbaremirat Schardscha)
  - Salim ibn Sultan al-Qasimi 1909–1919 (zweite Amtszeit als Gouverneur)
  - Sultan ibn Salim al-Qasimi 1919–1948 (ab 7. Juli 1921 wieder als Emir)
- Saqr ibn Muhammad al-Qasimi 1948–2010
  - Chalid ibn Saqr al-Qasimi, ältester Sohn und ehemaliger Kronprinz
- Saʿud ibn Saqr al-Qasimi, 2010–

## Herrscher von Schardscha
- Raschid 1727–1777
- Saqr I. 1777–1803
- Sultan I. 1803–1866
- Chalid I. 1866–1868
- Salim 1868–1883
- Saqr II. 1883–1914
- Chalid II. 1914–1924
- Sultan II. 1924–1951
- Saqr III. 1951–1965
- Chalid III. 1965–1972
- Sultan III. 1972–heute

## Herrscher von Kalba
- Sayyid ibn Hamad al-Qasimi 1903–1937
- Hamad ibn Sayyid al-Qasimi 1937–1951